# Seznam děkanů Metropolitní kapituly u svatého Václava v Olomouci
Toto je úplný seznam děkanů Metropolitní kapituly u svatého Václava v Olomouci.

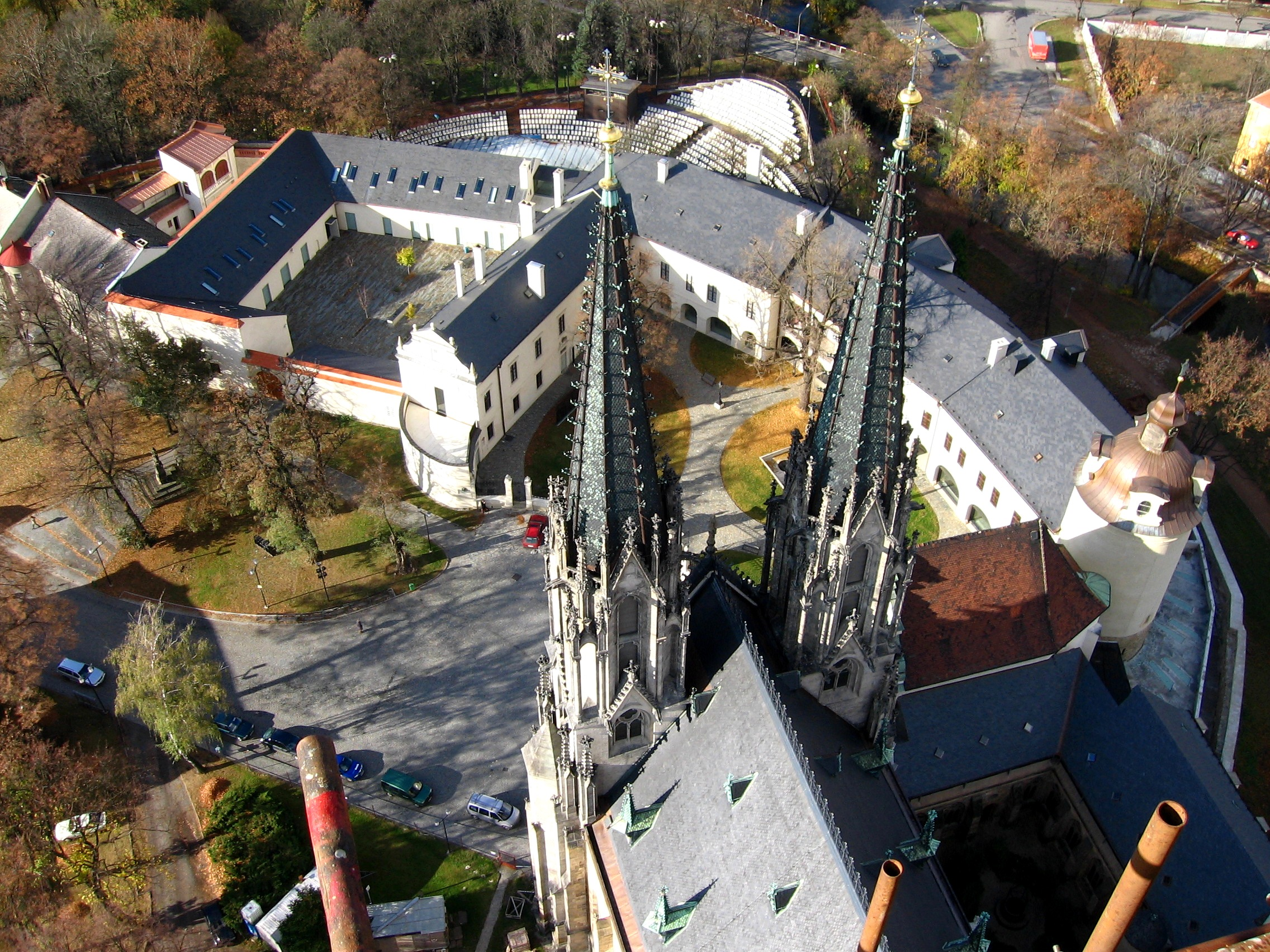
Pohled z nejvyšší věže katedrály sv. Václava na areál kapitulního děkanství, býv. olomouckého hradu

## Seznam
- Budimír, 1066 – ?
- Pavel Letova, ? – ?
- Tomáš, ? – 1143
- Izák, ? – 1152
- Havel, 1152–1158
- Balduin, 1189–1203
- Walter, 1207–1220
- Žibřid, 1227–1233
- Jan, 1233–1240, 1245–1253
- Vilém, 1235
- Sigerus, 1240–1245
- Herbord z Fulštejna, 1255–1261
- Bartoloměj, 1261–1268
- Heidolf z Kroměříže, 1270–1272
- Aleš, 1273–1277
- Budislav, 1277–1315
- Quirinus, 1287
- Jeneč, 1318–1333
- Mikuláš z Brna, 1340–1348
- Konrád z Brna, 1348–1349
- Ctibor z Hirštejna, 1350
- Vítek ze Ždánic, 1351–1352
- Albrecht Aleš ze Šternberka, 1352–1356
- Půta z Potštejna, 1356–1365
- Bedřich z Leštnice, 1365–1385
- Ondřej z Třeboně, 1368–1404
- Jan ze Strážnice, 1404–1421
- Ješek z Dubňan, 1421–1430
- Petr z Račic, 1430–1451
- Bohuslav ze Zvole, 1451–1454
- Martin z Dobřan, 1454–1456
- Jan Pauswangel, 1456–1493
- Konrád Altheymer, 1493–1503
- Augustin Käsenbrod, 1503–1508
- Tomáš Rothansl, 1508–1512
- Jan z Jemnice, 1512–1530
- Bernard Zoubek ze Zdětína, 1530–1540
- Hynek Šárka z Počenic, 1540
- Jan ze Šumperka, 1540–1541
- Marek Khuen, 1541–1553
- Jan z Telče, 1553–1565
- Václav z Bílovce, 1565–1571
- Albík z Duban, 1571–1572
- Jan Mezon z Telče, 1573–1576
- Pavel Zajackowski, 1577
- Jan Philopon Dambrowski, 1578–1587
- Bartoloměj z Křenovic, 1586–1591
- Melchior Pyrnesius z Pyrnu, 19. 7. 1591 – 27. 7. 1607
- Jan Lobenstein z Allenwerdtu, 6. 11. 1607 – 30. 12. 1612
- Jan Fridrich Breuner, 25. 2. 1613 – 14. 1. 1638
- Ondřej Orlík z Laziska, 1638 – 2. 12. 1641
- Zikmund Miutini ze Spillimbergu, 1642–1643
- Klaudius Sorina, 1650–1658
- Petr Petrucci, 1658–1672
- František Eliáš Kastelle, 1672–1673
- Jan František Poppen, 1673–1689
- Jan Josef Breuner, 1689–1694
- Karel Julius Orlík z Laziska, 1696–1716
- Vilém Vojtěch Kolowrat, 1716–1729
- František Ferdinand Oedt, 1730–1741
- Jan Jiří Mayerswaldt, 1741–1747
- Kašpar Florentius Glandorf, 1748–1751
- Leopold Friedrich z Egkhu, 1752–1758
- Heřman Hannibal Blümegen, 1759–1764
- Leopold Antonín Podstatský, 1764–1776
- Antonín Theodor z Colloredo-Waldsee, 1776–1777
- Jan Antonín Otto Minquitz z Minquitzburgu, 1778–1812
- Kryštof František Migazzi, 1812–1819
- Maria Waichard z Trauttmansdorffu, 1826–1842
- Rudolf von Thyssebaert, 1842–1868
- Robert hrabě Lichnovský, 1868–1879
- Gustav de Belrupt-Tyssac, 1879–1893
- Josef Hanel, 1893–1895
- Antonín Klug, 1903–1907
- Vilém Blažek, 1908–1912
- Adam Potulicki, 1912–1920
- Karel Wisnar, 1920–1926
- Jan Alois Kubíček, 1926–1929
- Josef Kachník, 1936–1940
- Josef Schinzel, 1944
- František Jemelka, 1951–1954
- František Vymětal, 1980–1990
- Josef Hrdlička, 1990–2017
- Antonín Basler, 2018-